# 突厥-波斯文化

8世纪的呼罗珊与河中地区

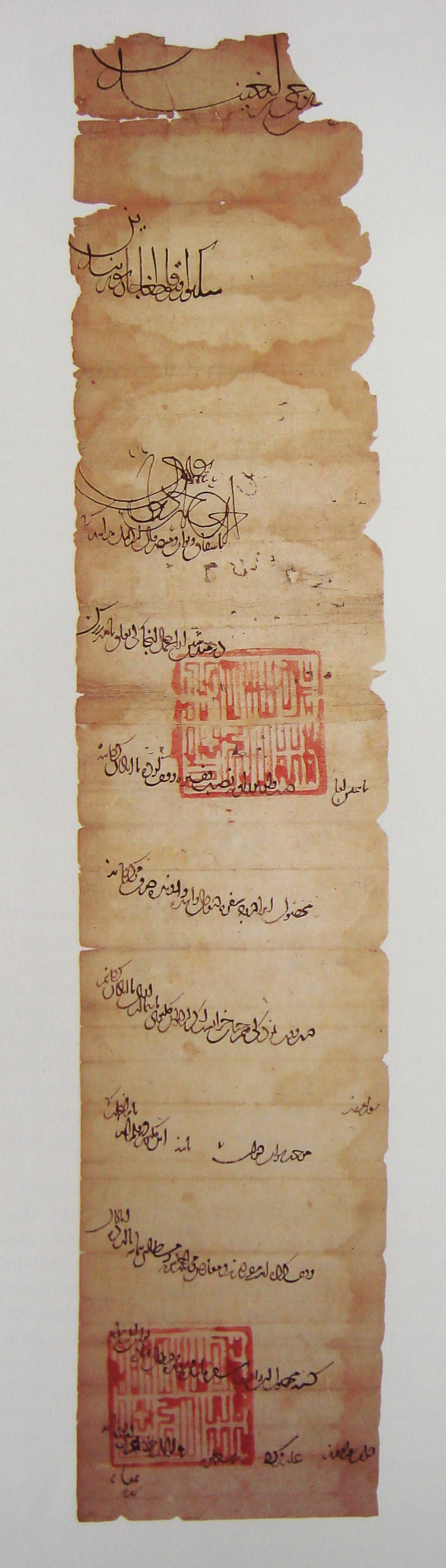
由海合都（1291-1295）颁布的圣旨（Firman），由突厥语和波斯语写成

突厥-波斯文化（波斯語：‎，或突厥-波斯传统）指的是在9世纪和10世纪出现在呼罗珊和河中地区（今阿富汗、伊朗、乌兹别克斯坦、土库曼斯坦、塔吉克斯坦，以及吉尔吉斯斯坦和哈萨克斯坦的小部分）产生的文化。 这种文化既是波斯的，因为其以源于伊朗的文化传统为中心；又是突厥的，因为它是由突厥人建立并统治的。
在之后的几个世纪，突厥-波斯文化进一步扩展到了邻近地区被征服的民族，最终成为南亚（印度次大陆）、 中亚和新疆、大部分西亚（中东）等地精英阶层的主导文化。

## 起源
突厥-波斯文化是伊斯兰文化的一个变体。这种文化是伊斯兰的，因为其在公共议题的讨论中，融入了伊斯兰教中关于美德、永恒和卓越的观念，正如同在穆斯林的宗教事务中一样。穆斯林是主导社会的精英。
在穆斯林征服波斯后，直到8世纪，萨珊王朝的语言（即中古波斯语）仍然作为行政管理的语言，在哈里发治下的东部地区广泛使用。尽管公共事务阿拉伯化，人民仍保留了前伊斯兰观念和生活方式，并对其进行调整以适应伊斯兰教的要求。8世纪初，倭马亚王朝的压迫和腐败日甚，因而引起人民的不满和反抗。被伊朗人视为民族英雄的阿布·穆斯林领导波斯人起义，最终阿拔斯夺取哈里发王位。 在阿拔斯王朝，巴尔马克家族把持朝政，波斯人成为统治阶级精英。 
在政治上，阿拔斯很快失去了对东部地区的控制，导致以下两个重要且具有长远影响的结果：
第一，阿拔斯的哈里发穆塔希姆（833-842）大量引入突厥雇佣军和马穆鲁克奴隶兵，他们最终在军队中取代了阿拉伯人和波斯人，进而取得政治领导权，开启了突厥-波斯时代。
第二，统治呼罗珊地区的塔希尔王朝事实上是独立的，之后兴起于锡斯坦的萨法尔王朝占有了东部的土地，随后被表面尊崇哈里发、事实上独立的萨曼王朝所取代。在这些东部王朝的治下，这一独特突厥-波斯文化得以发展，并在西亚、中亚和南亚占有主导地位，此外也影响了伊斯兰世界的其他区域 
突厥-波斯文化具有长久的生命力，其经历了长期的发展演变，一直延续到了二十世纪的奥斯曼帝国甚至更晚。 
突厥-波斯文化中，波斯语是行政管理和文学的语言，军队由波斯化的突厥人控制，政治被非阿拉伯的乌里玛掌控，社会形态为多人种、多民族的伊斯兰社会。
在阿拉伯入侵前，中古波斯语是地区通用语，而阿拉伯入侵后，阿拉伯语成为更优先的文学语言。在公元前2世纪，波斯语作为通用语沿中国和帕提亚之间的丝绸之路传播，直到16世纪，中亚的布哈拉犹太人作为商人阶级，在丝绸之路贸易中发挥了重要作用。9世纪时，一种新的波斯语成为了行政和文学方面的习惯用语。塔希尔人和萨法尔人继续使用波斯语为一种非正式语言，尽管对他们而言，阿拉伯语是"应当用于记录从诗歌到科学在内任何有价值事物的唯一语言"。 萨曼人则将波斯语用于学习和正式讨论。
9世纪和10世纪的新波斯语与中古波斯语有所不同，它虽然以后者为基础，但包含了许多阿拉伯语词汇，且使用阿拉伯字母书写。 萨曼人开始同时用阿拉伯语和波斯语记录他们的宫廷事务，并将将波斯语作为主要的公共习惯用语。新波斯语中最早的伟大诗歌是为萨曼王朝的宫廷而写的。萨曼人鼓励将宗教著作从阿拉伯语译成波斯语。甚至伊斯兰教的学术权威乌里玛也开始在公共场合使用通用的波斯语，尽管他们仍然使用阿拉伯语作为学术语言。
菲尔多西的《列王记》是早期新波斯语中的最高文学成就，它不仅是一部文学巨著，还是一部波斯民族的回忆录。菲尔多西通过书写前伊斯兰波斯的英雄形象，来激发波斯民族情感；他以文学的形式，铭记了流传于民间的宝贵的传说故事。

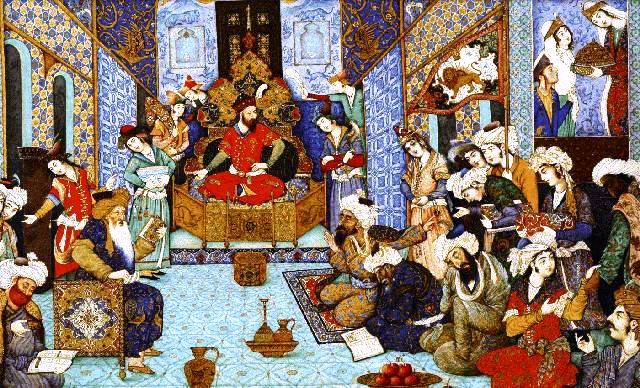
加兹尼的马哈茂德将贵族和贵族妇女召集于宫廷中。

在被加兹尼王朝推翻之前，萨曼王朝统治权已经被突厥奴隶兵所掌控。萨曼王朝的禁卫军是突厥马穆鲁克雇佣军（古拉姆），受宫务大臣的领导；其官僚机构使用波斯语和阿拉伯语，以波斯人维齐尔为首。萨曼王朝的军队主要由突厥马穆鲁克构成。在10世纪后半叶，萨曼王朝统治者将军权交给突厥人将领，这些突厥人最终实际控制了萨曼王朝的所有事务。随着突厥人在萨曼王朝的崛起，南部地区的领土脱离了萨曼王朝，转而由马穆鲁克控制。加兹尼的马哈茂德以加兹尼为中心，控制了萨曼王朝东南部。10世纪和11世纪，萨曼王朝的统治机构逐渐受控于突厥人将领；同时，在农村地区突厥语牧民崛起。在萨曼王朝宫廷中，突厥人的权力上升，因而突厥人成为波斯文化的主要庇佑者，他们在征服西亚和南亚的同时，将这种文化传播到这些地方。 
加兹尼王朝（989-1149）成为了自阿拔斯王朝以来东部最强大的帝国，其首都加兹尼的文化影响力仅次于巴格达，吸引了许多伊斯兰世界的学者和艺术家。
同时期的喀喇汗王朝（999-1140）在农村地区中占有优势地位。喀喇汗王族具有突厥贵族血统，重视突厥语言和生活方式。随着他们的崛起，新的突厥语文学得到发展，与稍早的波斯和阿拉伯文学并驾齐驱。

## 历史

### 突厥-波斯文化的起源
自萨曼王朝时代开始，伊斯兰教学者乌里玛的公共影响力日渐增长。萨曼王朝对逊尼派给予特殊支持，而其邻国白益王朝则是什叶派国家 。逊尼派乌里玛在在布哈拉享有很高的地位，并在萨曼王朝被喀喇汗王朝取代后，继续发挥影响力。
喀喇汗王朝在城市中建立了乌里玛的统治地位，伊斯兰教成为维护公共秩序的社会工具。喀喇汗王朝形成了一个多种族、多宗教和教派的社会。阿巴斯王朝东部在种族和宗教上非常多样化，基督徒、犹太人和琐罗亚斯德教徒人数众多，而且几个少数伊斯兰教派也有相当多的追随者，这些不同的人民在城市寻求庇护。布哈拉和撒马尔罕城市迅速增长，形成了不同民族和教派的社区，其中大部分被城墙包围，每个都有自己的市场、商队旅馆和公共广场。这些非穆斯林社区的宗教权威成为他们的代言人，正如乌里玛之于穆斯林社区；他们也开始监理社区内部事务。因此，随着乌里玛的兴起，其他教派团体的宗教领袖的政治重要性也相应提高。 
统治机构由来自各个部落的突厥人把持，一些地方高度城市化和波斯化，而一些农村地区仍然是突厥人主导的。国家的管理者为使用波斯语和阿拉伯语的官僚和乌里玛管理，其文人推崇伊斯兰世界的兼具阿拉伯和波斯传统的精英文化。这种复合文化是突厥-波斯伊斯兰教文化变体的开端：它是“波斯的”，因为它以波斯起源的文化传统为中心；它又是突厥语的，因为很多世代以来，它都被突厥人的统治者所关注；它还是“伊斯兰的”，因为伊斯兰教中美德、永恒和卓越的概念引导了穆斯林精英关于公共问题和宗教事务的讨论。
在伊斯兰社会中，这些因素的结合对宗教产生了强烈的影响，使得伊斯兰教脱离了其阿拉伯背景和贝都因传统，成为一个更丰富，更具适应性和普遍性的文化。新波斯语的出现，萨曼王朝时期突厥人取代波斯人成为统治者，非阿拉伯人的乌里玛在城市中的兴起，具有民族和教派多样性的城市社会的发展；这些标志着一种新的突厥-波斯伊斯兰文化的兴起。随着突厥-波斯伊斯兰文化输出到更广泛的西亚和南亚地区，这种转变愈发明显。 
伊斯兰世界形成的早期突厥-波斯文化的特点是突厥人、波斯人和阿拉伯人在文化、社会和政治方面局面紧张、相互竞争，尽管伊斯兰教义中主张平等。在蒙古西征之前，穆斯林世界中非阿拉伯人复杂的观念引发的争论和观念变化可见于许多阿拉伯文、波斯文和突厥文记录中。
在波斯-伊斯兰传统中，突厥语的群体扮演了重要角色，在其军事和政治上的成功的同时，突厥文化受到以波斯文化载体的穆斯林的影响从而得以提升。 简而言之，突厥-波斯文化是突厥人统治下，具有波斯特色的文化。

### 突厥-波斯文化的传播
在萨曼王朝、加兹尼王朝和喀喇汗王朝出现的突厥-波斯伊斯兰文化由之后的朝代传播到西亚和南亚，特别是入主波斯、叙利亚和安纳托利亚直至13世纪的塞尔柱王朝（1040-1118）及其后继，以及同时期主宰大呼罗珊和巴基斯坦大部的加兹尼王国 。这两个王朝共同构成了东部伊斯兰世界的中心。伊斯兰社会由此形成了一种稳定的体系，至少在西亚，这种体系一直延续到20世纪。
突厥-波斯这一独特的伊斯兰文化历经数百年的蓬勃发展后，在现代欧洲的强势影响下逐渐消失。突厥-波斯伊斯兰文化是阿拉伯、波斯和突厥元素的混合体，在9世纪和10世纪融合，最终成为西亚，中亚和南亚统治和精英阶层的主要文化。 
加兹尼人将首都从加兹尼迁至拉合尔，在这里形成了另一个伊斯兰文化中心。在加兹尼王朝治下，来自喀什、 布哈拉、撒马尔罕、巴格达、内沙布尔和加兹尼的诗人和学者聚集在拉合尔。因而，突厥-波斯文化在13世纪深入印度并得到了进一步发展。
塞尔柱王朝继承了河中地区的喀喇汗王朝，将其文化向西传入波斯、伊拉克和叙利亚。塞尔柱人战胜加兹尼人后，席卷了呼罗珊省，他们将突厥-波斯伊斯兰文化向西引入波斯西部和伊拉克。 当塞尔柱人主宰伊拉克、叙利亚和安纳托利亚时，他们将这种突厥-波斯文化带到了更远的地方，西至地中海，并使其成为该地区的宫廷文化。在安纳托利亚，鲁姆苏丹国继承了塞尔柱帝国，它的波斯化更彻底，这对历史产生了更深刻的影响。 在塞尔柱和加兹尼人治下，伊斯兰宗教机构的组织性更强，逊尼派的正统观念更加成熟。伟大的法学家和神学家安萨里提出将苏菲派和伊斯兰教法结合，丰富了伊斯兰神学的基础理论。他系统阐释了逊尼派中世间万物和宗教权威之间的关系，为苏丹国的存在提供了神学基础。伊斯兰学校的规范使得乌里玛就这些教条问题达成共识。这些伊斯兰学校最初是在塞尔柱帝国时期建立的，它们成为联合逊尼派乌里玛的工具，使苏丹的统治合法化。同时，官僚机构由伊斯兰教学校的毕业生组成，因此乌里玛和官僚机构都受到伊斯兰教学校的教授者的影响。  
在西亚和南亚，11至13世纪是一个文化方面百花齐放的时期。尽管政权分裂、民族众多，一种共通的文化广泛传播于地中海到恒河口的广大区域。

### 几个世纪以来的发展变化
在13世纪至15世纪，突厥-波斯世界的文化受到了内亚入侵者的考验。  成吉思汗（1162-1227）和帖木儿 （1336-1405）麾下的蒙古大军在某种意义上刺激了中亚和西亚波斯文化的发展。这是因为这一入侵造成了文人和工匠聚集于一些地区，包括学者、诗人、音乐家和精细工匠等许多人不得不前往少数安全避难所（如印度）寻求庇护。此外，由于伊尔汗国（13世纪）和帖木儿 （15世纪） 建立的大帝国体系保障了广泛的和平和旅行安全，学者与艺术家、思想与技能、以及精美的书籍与艺术品得以在广大地区自由流通。伊尔汗和帖木儿都以统治者的心态欣赏波斯高雅文化。在他们的统治下，建筑风格得到新发展，波斯文学兴盛，微型绘画和书籍制作发展繁荣。在帖木儿治下，察合台语诗歌兴起。 
在这一时期，印度的突厥-波斯文化繁荣昌盛。马穆鲁克卫兵，主要是突厥人和蒙古人，以及波斯人（即现在的塔吉克人）、卡尔吉人和普什图人 ，在13世纪到15世纪作为德里的苏丹统治印度。由于蒙古人对河中地区和呼罗珊的破坏，大量伊斯兰学者、历史学家、建筑师、音乐家以及其他波斯文化的高级专家涌入德里苏丹国。 在1258年蒙古人劫掠巴格达之后，德里成为东部伊斯兰世界最重要的文化中心。 德里苏丹人模仿突厥和波斯统治阶级的生活方式，后者在西亚和中亚的大部分地区占主导地位。他们以统治者的态度欣赏其文学和音乐，但其在建筑领域成就非凡，这是因为其建造者从伊斯兰世界的建筑中汲取灵感，建造了大量的清真寺、宫殿和其他伊斯兰国家无法比拟的墓葬。 
在蒙古和帖木儿时期，突厥-波斯文化主要受中亚的影响，因而明显区别于阿拉伯伊斯兰世界的西部（幼发拉底河以西）的文化。在社会方面，突厥-波斯世界的标志在于其人种特征：统治精英及其士兵类是突厥人或使用突厥语人；行政管理干部和文人则以波斯人为主。在文化事务方面在于其语言特征：波斯语的国家公务和文献用语；波斯语和阿拉伯语作为学术用语；阿拉伯语用于法律和审判、宗教；突厥语则是军队用语。
在16世纪，突厥-波斯王朝表现为小亚细亚和东南欧的奥斯曼帝国、波斯萨法维王朝和印度莫卧儿帝国。因此，从十六世纪到十八世纪，从东南欧、高加索、小亚细亚到东孟加拉的广大地区，都是由突厥-波斯王朝统治的。 
在14世纪初，奥斯曼人在小亚细亚兴起，并发展了一个征服大多数阿拉伯伊斯兰世界以及东南欧的帝国。  奥斯曼帝国在五个多世纪中，以统治者的心态欣赏波斯文学。由于小亚细亚比伊斯兰世界东部地区更稳定，因而吸引了大量的作家和艺术家，特别是在16世纪。   奥斯曼帝国发展出了独特的艺术和文字风格。与波斯不同，他们逐渐摆脱了一些波斯特质。他们放弃波斯语作为宫廷用语，改为使用奥斯曼土耳其语；这一决定令高度波斯化的印度莫卧儿王朝感到惊异。 
15世纪的萨法维人是苏菲派的领导者，受到安纳托利亚东部土库曼部落成员的尊崇。他们以前人的方式对待波斯文化。萨法维建造了宏伟的清真寺和优雅的花园，广泛收集书籍（一个萨法维统治者拥有藏书3000册的图书馆），资助书院。   萨法维王朝将什叶派教义引入波斯，将波斯社会与他们的逊尼派竞争对手奥斯曼帝国区分开来。 

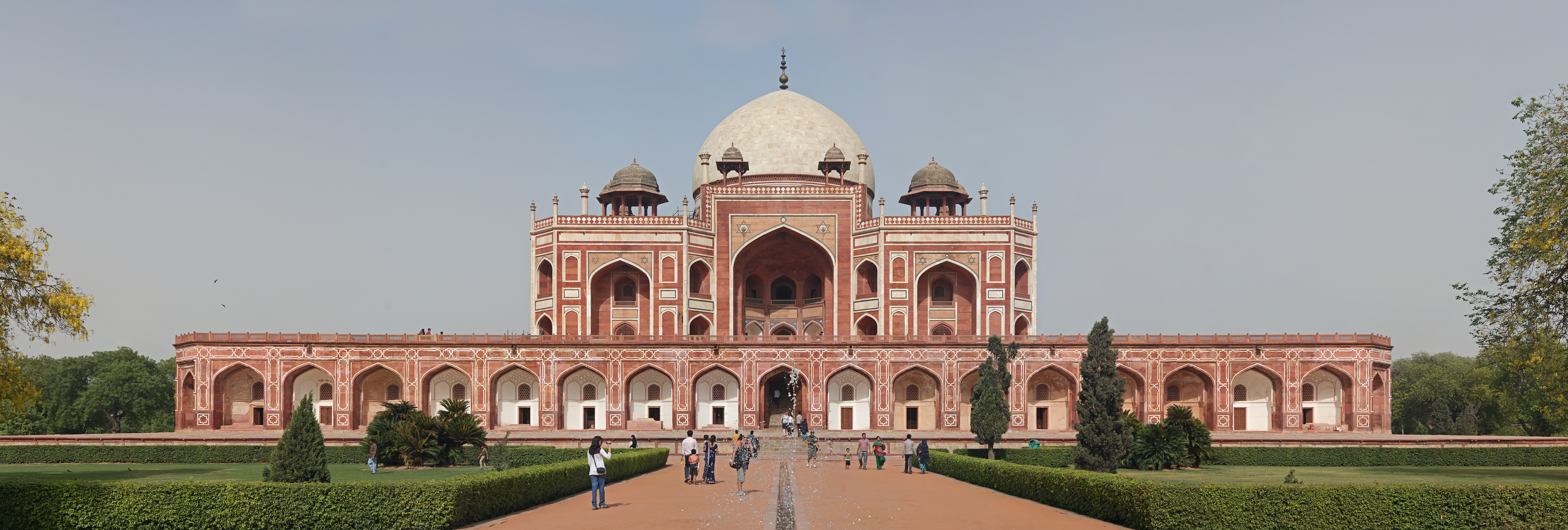
胡马雍陵，形制与泰姬陵相似

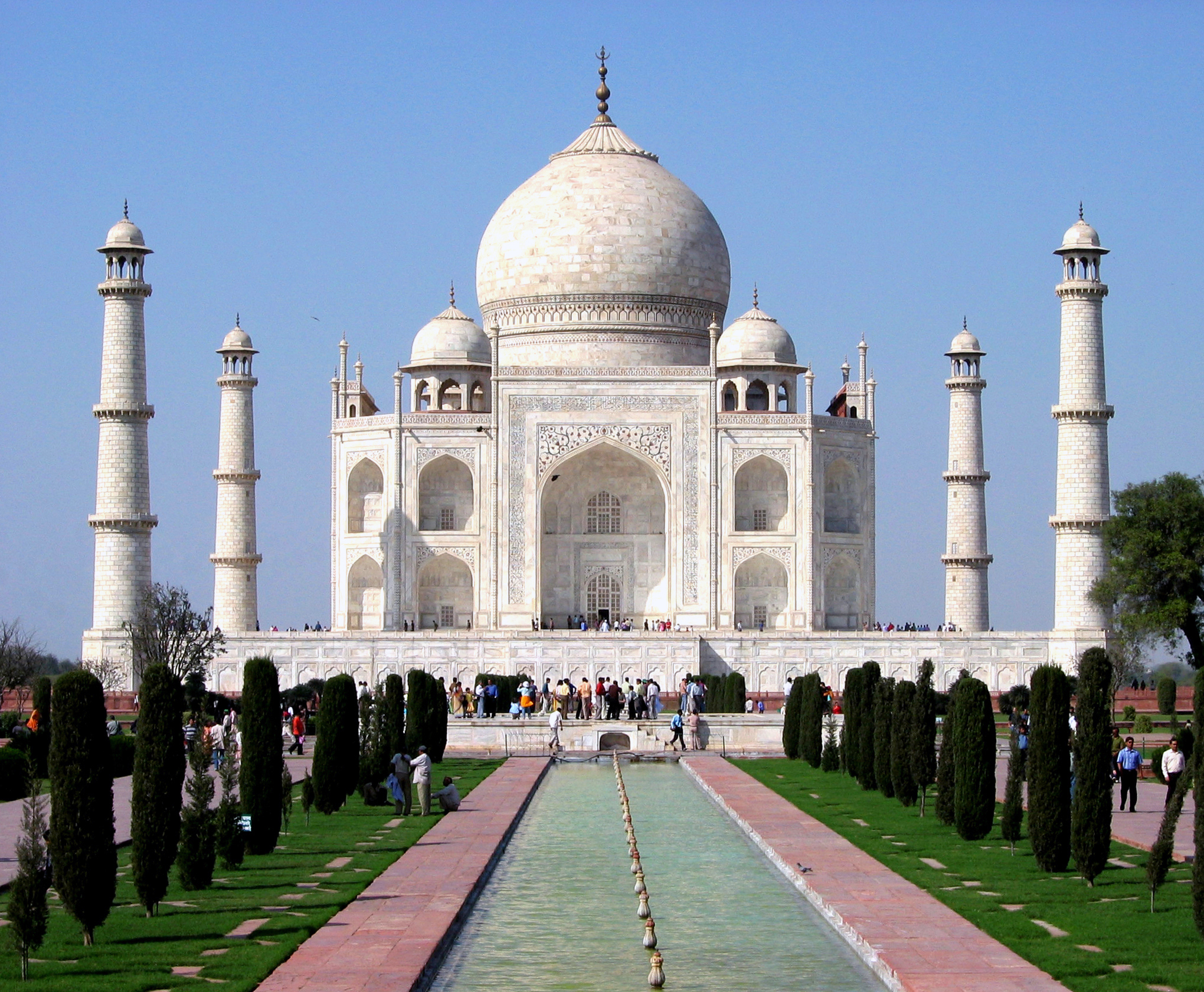
泰姬陵

莫卧儿人是从中亚入侵印度的波斯化突厥人，他们自称是帖木儿和成吉思汗的后裔。莫卧儿帝国强化了波斯文化对印度穆斯林的影响。他们发展艺术，从布哈拉、 大不里士、设拉子和其他伊斯兰世界城市中吸引艺术家和建筑师。泰姬陵由莫卧儿皇帝沙贾汗建造。莫卧儿人从1526年开始统治了印度，直至18世纪被穆斯林政权和非穆斯林的锡克教徒、马拉塔人和英国人取代。 
奥斯曼帝国、萨法维王朝和莫卧儿王朝的发展了大体相似的突厥-波斯传统。这一文化的显著相似性特别体现在精英阶层中，其在西亚、中亚和南亚广泛传播。虽然这一广大地区的人口在宗派、地域和部族上有很大冲突，所用语言也大不相同（主要是印度-伊朗语，如波斯语、乌尔都语、印地语、旁遮普语、普什图语、俾路支语和库尔德语，以及突厥语如土耳其语、阿塞拜疆语、土库曼语、乌兹别克语和吉尔吉斯语），但人们拥有许多共同的体制、艺术、知识、习俗和仪式。诗人、艺术家、建筑师、工匠、法学家和学者将这些文化相似性延续下来，他们使突厥-波斯世界在从伊斯坦布尔到德里的遥远距离中保持着文化上的联系。 
这一广大的泛文化区域在政治上仍然存在分化，帝国之间的尖锐对抗促使了突厥-波斯文化的变化。造成这种情况的主要原因是萨法维王朝将什叶派引入波斯，以区别于他们的逊尼派邻居（特别是奥斯曼人）。公元1500年以后，波斯的文化发展出独特的特征，强烈的什叶派文化的介入阻碍了与逊尼派在波斯西部和东部边界的交流。小亚细亚、叙利亚、伊拉克、埃及等东地中海的逊尼派与中亚和印度的逊尼派在某种程度上独立发展。奥斯曼土耳其帝国的发展更类似于其西亚的阿拉伯穆斯林邻居；而印度发展了南亚式的印度-波斯文化； 中亚由于逐渐变得更加孤立，因而变化相对较小。

### 瓦解
在17和18世纪，突厥-波斯帝国被削弱，这是由于欧洲人发现通往印度的新航路，此外手枪的引入使得游牧民社会的骑兵具有更强的战斗力。  在印度，莫卧儿帝国沦为殖民地。只有奥斯曼土耳其存活至20世纪。欧洲列强侵入突厥-波斯地区，造成该地区的政治分裂。 在19世纪，欧洲世俗社会的义务和权利观念和先进的技术水平极大撼动了成熟的突厥-波斯传统。 
欧洲人将亚洲文化区识别为为中东、南亚、俄属亚洲和东亚， 在事实上肢解了在近千年历史上在亚洲具有统一文化特征的突厥-波斯伊斯兰世界。 原本这些在突厥统治下具有波斯文化特征的亚洲地区，受到欧洲的压迫和影响，社会事务发生了改变；但在非正式的民间场合，社会生活几乎没有变化。此外，流行的习俗和美德、崇高、永恒等伊斯兰宗教观念仍然得以保留。

### 现状
在20世纪，内陆亚洲发生了许多变化，该地区之间相互矛盾的文化趋势得以进一步暴露。伊斯兰理想成为公共事务讨论的主要模式。这种新兴的社会理想言论引发了包括曾由突厥-波斯文化主导的广大伊斯兰世界各国人民的兴趣。 传承于民间的伊斯兰道德形象的政治化形态已经成为一种意识形态模式，存在于伊朗伊斯兰革命和阿富汗圣战抵抗组织的伊斯兰理想之中。
伊斯兰复兴不是一种信仰观念的更新，而是曾被压制的观念和理想再次兴起于公众之中；这种伊斯兰观念和理想在欧洲世俗观念的影响下一度衰落，只存在于非正式的社会领域中。这种“复兴”的理想与中世纪的伊斯兰理想不同，它来自于更早的年代，但它对许多民族而言仍然至关重要，被用来解释许多当代问题。  突厥-波斯伊斯兰传统提供了他们用来表达共同关注点的元素。

### 影响
"在各个文化领域都能看到伊朗人的作品，也包括阿拉伯语诗歌文学，伊朗诗人的阿拉伯语诗作对其做出重大贡献。从某种意义上，伊朗伊斯兰教是伊斯兰教的第二春，是一种全新的伊斯兰教，称为阿贾姆伊斯兰教（Islam-i Ajam）。后世在新地区和新民族中间传播的伊斯兰教实际上是这种伊斯兰教，如在突厥人之间，先是在中亚，后来在中东被称为土耳其的国度，当然也包括印度。奥斯曼土耳其人将伊朗文明的一种形式传播到了维也纳的城墙下。[...] 到13世纪蒙古大入侵时，伊朗伊斯兰教已不仅仅是伊斯兰教的重要组成部分，更是伊斯兰教本身最重要的元素了，数百年来主要的伊斯兰权力和文明的中心都坐落在伊朗境内，或是受伊朗强烈影响的地带。[...] 伊斯兰世界的中心由突厥和波斯国家掌控，其文化皆脱胎自伊朗文化。[...] 中世纪晚期至近代早期的主要的伊斯兰中心，一些政治和文化的双重中心，例如印度、中亚、伊朗、土耳其，都是这种伊朗文明的部分。尽管其中大部分地区使用各种形式的突厥语，以及其他本地语言，其经典和文化语言却是波斯语。阿拉伯语当然是经书和法律的语言，但波斯语是诗歌和文学的语言。”

——伯納德·劉易斯
在“乌里玛”的指引下，各不相同的本地传统被扭转为超越边界和习俗的统一模式，原本的多元化传统不断地被伊斯兰教法所规束。在突厥-波斯文化中，一个值得注意的例外是对女性的态度。尊重母亲、保护姐妹和女儿的原有习俗打破了新宗的强制规范，并作为学习新社会的固有习俗而得以保留。教职人员仍然宣扬屠杀母亲和女儿的做法作为行动的号召，但突厥-波斯文化影响的大部分地区并不会如此行事。突厥-波斯文学的精华受到推崇，同时除了阿拉伯伊斯兰传统完全取代原始本土传统的地区，尊重妇女和旧时的平等传统一直保留至今。早期的突厥穆斯林接受了前伊斯兰传统，并将他们与苏菲神秘主义的形式结合起来。另一个例子是关于伊斯兰教法（沙里亚法）要求对非信徒进行圣战，与之相反的是，当伊斯兰教通过波斯苏非派的影响扩散到突厥世界时，它试图与本土宗教实践在信仰寻找共性和联系。尽管一直以来受到各种打压，苏菲主义在突厥地区仍然得以留存，作为几个世纪以来复兴和成为替代思想的基础。 